# Der Hörverlag
Der Hörverlag (Eigenschreibweise der Hörverlag, zuvor der Hör Verlag) ist ein deutscher Hörbuch- und Hörspielverlag mit Sitz in München. Er besteht seit 1993 und wurde 2010 Teil der Verlagsgruppe Random House (heute Penguin Random House Verlagsgruppe). Der Hörverlag zählt seit seiner Gründung zu den umsatzstärksten Vertretern der Branche. Außerdem war er maßgeblich an der Aufwertung des Hörbuchs zu einem selbstständigen Medium beteiligt. Eine der ersten Produktionen des Hörverlags war Sofies Welt. Der Hörverlag wurde bis 2015 von Claudia Baumhöver geleitet. Ihr Nachfolger ist Robert Wildgruber.

## Geschichte

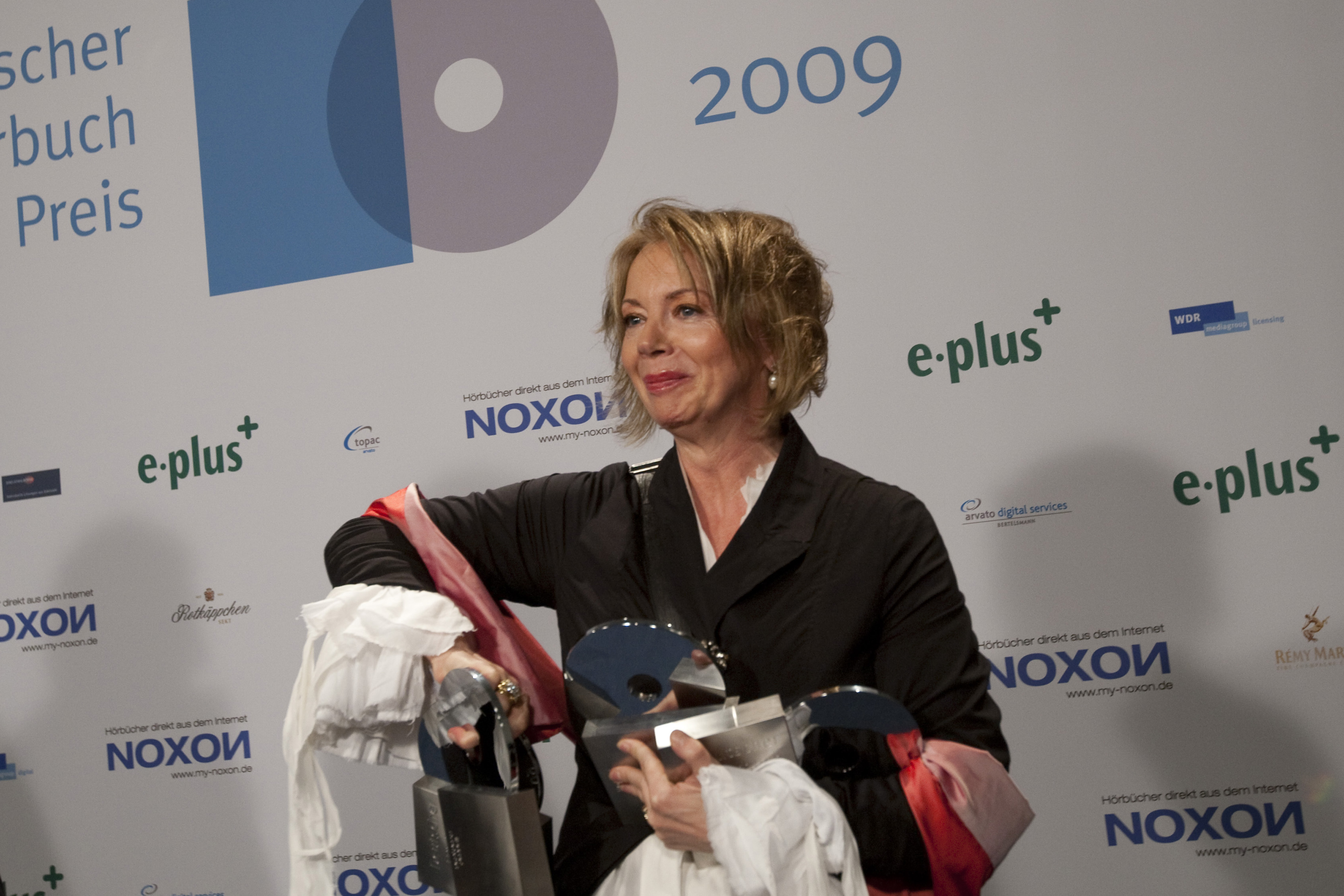
Verlagsleiterin Claudia Baumhöver bei der Verleihung des Deutschen Hörbuchpreises (2009)

Initiator des Hörverlags war der Verlag der Autoren, der ihn zusammen mit Stefanie Hunzinger, Klett-Cotta und dem Carl Hanser Verlag im Herbst 1993 gründete. Als Vorbild für den Zusammenschluss diente der Deutsche Taschenbuch Verlag. Im angelsächsischen Raum waren die sogenannten Wortkassetten bereits sehr erfolgreich, was in Deutschland wiederholt werden sollte. Der Hörverlag wurde am 14. September 1993 ins Handelsregister eingetragen, sein Sitz befand sich zunächst bei Klett-Cotta in Stuttgart. Leiterin des Hörverlags wurde Claudia Baumhöver, die 2007 von der Fachzeitschrift Buchmarkt als „Verlegerin des Jahres“ ausgezeichnet wurde. Bis 1994 beteiligten sich weitere Verlage am Hörverlag, unter anderem der Österreichische Bundesverlag, Piper, Schott Music und Suhrkamp. Die Beteiligung des Piper Verlags währte nur kurz, an seine Stelle trat später Kiepenheuer & Witsch.
1994 gründete man mit Ariola, Goldmann, Langenscheidt und anderen die „Initiative Wort Cassette“ (IWC), die die Verbreitung von Hörbüchern fördern sollte. Zu diesem Zeitpunkt befand sich der Sitz des Hörverlags bereits in München. 2004 begann die Zusammenarbeit mit BBC Audio, durch die das Angebot an englischsprachigen Hörbüchern ausgebaut werden sollte. Ein Jahr später gründete der Hörverlag mit dem Focus Magazin Verlag und Tomorrow Focus die „Claudio Medien GmbH“. Das Unternehmen entwickelte ein Download-Portal für den legalen Abruf von Hörbüchern im MP3-Format, das anlässlich der Frankfurter Buchmesse gestartet wurde. 2008 wurde bekannt, dass sich der Hörverlag für eine stärkere Regulierung des Marktes einsetzte, einschließlich einer Preisbindung für Hörbücher. Außerdem engagierte man sich für den Schutz geistigen Eigentums und gegen die Piraterie von Hörbüchern.
Im Oktober 2010 kündigte die Verlagsgruppe Random House an, den Hörverlag vorbehaltlich der Zustimmung der Wettbewerbsbehörden zu übernehmen. Das Programm umfasste damals circa 600 bis 800 Titel. Beobachter sprachen im Zuge der Übernahme von einem „Verdrängungskampf auf einem schwindenden Markt“. Gründe für den Zusammenschluss waren in erster Linie der bessere Zugriff auf Lizenzen sowie die Herausforderungen digitaler Märkte. Nach der Übernahme löschte man den Hörverlag aus dem Handelsregister, er blieb aber auch unter dem Dach der Verlagsgruppe eine selbstständige Organisation mit eigenem Programm.

## Programm

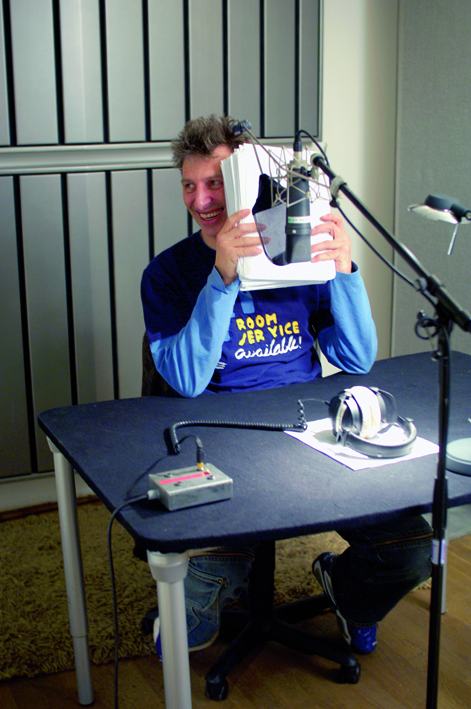
Rufus Beck im Tonstudio bei den „Harry Potter“-Aufnahmen (2005)

Das Angebot des Hörverlags setzte sich zu Beginn etwa zur Hälfte aus Belletristik und zu jeweils einem Viertel aus Kinder- und Sachliteratur zusammen. Sein erstes Programm umfasste rund 50 Titel. Größere Beachtung erhielt die fünfzehnteilige Produktion von Sofies Welt des Südwestfunks und Mitteldeutschen Rundfunks, die in den folgenden Jahren zum Bestseller und über 100.000 Mal verkauft wurde. Mitte der 1990er Jahre übernahm der Hörverlag mit Cotta’s Hörbühne ein rund 80 Titel umfassendes Programm von Klett-Cotta. Zu den ersten Werken, die der Hörverlag 1996 auf Compact Disc statt auf Kassette veröffentlichte, zählten Rainer Werner Fassbinders Ganz in weiß und Keiner ist böse und keiner ist gut.
1998 startete der Hörverlag mit Suhrkamp und Terzio die LiteraMedia-Reihe: Zeitgleich zum Buch von Suhrkamp veröffentlichte man ein passendes Hörbuch sowie eine multimedial aufbereitete Fassung auf CD. 2000 erschien im Hörverlag mit „The Spoken Arts Treasury“ eine bedeutende Sammlung US-amerikanischer Poesie im O-Ton. Zu einem der kommerziell erfolgreichsten Stoffe entwickelte sich Harry Potter, von dem bis 2008 über 3,2 Millionen Exemplare verkauft wurden. 2013 brachte der Hörverlag den Hobbit auch auf Schallplatte heraus.
Jährlich erscheinen im Hörverlag etwa 150 neue Werke auf Compact Disc sowie insgesamt ca. 100 parallel oder ausschließlich als Download. Derzeit umfasst das Programm rund 1.000 lieferbare Titel. Neben aktuellen Titeln beinhaltet das Programm des Hörverlags auch Klassiker und Originalaufnahmen. Ein Drittel des gesamten Programms wurde mit Auszeichnungen wie der hr2-Hörbuchbestenliste, dem Deutschen Hörbuchpreis, Preis der deutschen Schallplattenkritik oder HörKules gewürdigt.
2024 war das Hörbuch Jahrhundertstimmen 1945-2000 – Deutsche Geschichte in über 400 Originalaufnahmen von Christiane Collorio (Hrsg.); Ines Geipel (Hrsg.); Ulrich Herbert (Hrsg.); Michael Krüger (Hrsg.); Hans Sarkowicz (Hrsg.) als erstes Hörbuch überhaupt für den Preis der Leipziger Buchmesse nominiert.